# Mononchus niddensis
Mononchus niddensis är en rundmaskart. Mononchus niddensis ingår i släktet Mononchus, och familjen Mononchidae. Arten är reproducerande i Sverige.